# 1667 w literaturze
Wydarzenia literackie w 1667 roku.

## Nowe poezje
- polskie

- zagraniczne
  - John Milton – Raj utracony, pierwsze wydanie w dziesięciu księgach

## Urodzili się
- 30 listopada – Jonathan Swift, angielski pisarz (zm. 1745)

## Zmarli
- 28 lipca – Abraham Cowley, angielski poeta (ur. 1618)